# David Ignatoff
David Ignatoff (* 15. Oktoberjul. / 27. Oktober 1885greg. in Brussilow im Gouvernement Kiew; † 26. Februar 1954 in New York; auch David Ignatow) war ein russischer jiddischer Schriftsteller und Publizist. Er war einer der Führer der Gruppe Di Yunge in den USA.

## Leben
Er wanderte, aus einer chassidischen Familie Osteuropas stammend, 1906 nach New York aus, musste zunächst in einer Fabrik arbeiten und wurde später Gewerkschaftsführer.
Sein literarisches Debüt hatte er mit der Erzählung Erwachen im Sammelband Die Jugend. Größere Bekanntheit erlangte er erstmals mit seiner Novelle Zwei Kräfte.
Zusammen mit dem Dichterkollegen I. I. Schwarz redigierte er 1910 den 2. Band des von der amerikanisch-jiddischen literarischen Gruppe Di Junge (oder Di Jinge = "Die Jungen") herausgegebenen Sammelbuches Literatur, welche Gruppe sich mit dem – ebenfalls von Ignatoff verantworteten – Sammelbuch Schriften etablierte und dadurch gekennzeichnet war, dass sie erstmals soziale Themen und die Kritik an der kapitalistischen Ausbeutung zugunsten ästhetisierender Tendenzen zurückstellte und sich ihres Judentums bewusster war als die Generationen davor.
Im Jahr 1912 gründete Ignatoff den kurzlebigen Verlag Amerika, der bald zum Sammelbecken moderner jüdisch-amerikanischer Literatur wurde.
David Ignatoff schrieb in ganz eigenem, musikalisch beschwingtem Ton und Rhythmus Erzählungen, Romane, Lieder in Prosa, Kinderbücher und war auch als Übersetzer tätig.

## Werke (Auswahl)

### Entstehungszeit/Erscheinen bekannt
- Zwei Kräfte, 1908 (Novelle)
- Wundermases fun alten Prag, 1916 ff.[1]
- Dos Farborgene Licht, 1918[2]
- In Kesselgrib, 1918 (realistischer Roman in drei Teilen)
- Zwischen zwei Sonnen, ca. 1920
- Gott behüt un beschütz, ca. 1920
- Dus goldene Jingl, ca. 1920
- Von der Nacht, ca. 1920
- Der Gibbor, ca. 1920
- Der alte Wald, ca. 1920
- Beim Feuer, ca. 1920
- Oif weite Wegn, 1932[3]

### Ohne Jahr bzw. nicht ermittelt
- Erwachen (Erzählung; sein literarisches Debüt)

### Redaktion/Herausgeberschaften
- Sammelbuch Literatur (1910, Band 2)
- Sammelbuch Schriften

### Gesamtausgaben/Sammelbände (eigener Schriften)
- Sammelbuch Welt an Welt, 1916
- Gesammelte Schriften, vier Bände, 1919–1920